# Klucznikowice
Klucznikowice – osiedle w północnej części Oświęcimia, przy drodze do Broszkowic. Dawniej samodzielna wieś.
Wymienione po raz pierwszy jako Klucznikowice w 1581.
W latach 1848–1855 stanowiły jednowioskowe dominium w cyrkule wadowickim, którego właścicielem był Antoni Dembiński.
Do 1932 roku stanowiły gminę jednostkową w powiecie oświęcimskim, a po jego zniesieniu w powiecie bialskim (1932–34), w województwie krakowskim. W 1931 roku liczyły 740 mieszkańców. 15 września 1934 utworzyły gromadę Klucznikowice, jedną z 13 gromad nowo powstałej (1 sierpnia 1934) zbiorowej gminy Oświęcim.
W związku z reformą administracyjną kraju jesienią 1954, gromadę Klucznikowice włączono do Oświęcimia.